# Nová Ves I
Nová Ves I é uma comuna checa localizada na região da Boêmia Central, distrito de Kolín.